# SN 2009gj
SN 2009gj va ser una supernova situada aproximadament a 60 milions d'anys llum de la Terra. Va ser descoberta el 20 de juny del 2009 pel granger i astrònom afeccionat neozelandès Stuart Parker.